# Simón dice
Simón dice é uma série de televisão de comédia mexicana exibida pelo Las Estrellas entre 2018 e 2019, estrelada por Arath de la Torre, Nora Salinas, Ricardo Fastlicht, Dalilah Polanco, Sergio Ochoa, Claudia Acosta, Carlos Speitzer e María Chacón.

## Enredo
Simón (Arath de la Torre), Bartolomé (Sergio Ochoa) e César (Ricardo Fastlicht) são três homens casados e infelizes com mulheres dominantes. Toda quinta-feira eles se reúnem em um santuário masculino, onde jogam cartas e contam histórias de conquistas furtivas e realizações de trabalho que nunca aconteceram. Daniel (Carlos Speitzer), recém-casado, se juntou ao grupo e os outros membros o consideram um bom candidato para moldar o homem perfeito. As esposas também se reúnem para contar o que realmente acontece na vida do casal, onde estão elas no controle.

## Elenco
- Arath de la Torre como Simón Gutiérrez
- Nora Salinas como Diana Camargo de Gutiérrez
- Ricardo Fastlicht como César
- Dalilah Polanco como Beatriz Dávila
- Sergio Ochoa como Bartolomé
- Claudia Acosta como Carla
- Carlos Speitzer como Daniel
- María Chacón como Nicole